# Félix de Jésus Rougier
Félix de Jésus Rougier, né le 17 décembre 1859 à Meilhaud et décédé le 10 janvier 1938 à Mexico, est un prêtre catholique français, membre de la Société de Marie. Il est connu pour ses activités missionnaires en Amérique latine et pour la fondation de quatre congrégation religieuses : les Missionnaires de l'Esprit Saint, les Filles de l'Esprit-Saint, les Sœurs missionnaires guadalupéennes du Saint Esprit et les Oblates de Jésus Prêtre. 
L'Église catholique a entamé la procédure de sa béatification et l'a reconnu vénérable.

## Biographie
Félix Rougier naît le 17 décembre 1859 dans une famille modeste et profondément chrétienne de Meilhaud. Au départ, il pense devenir médecin mais après avoir assisté à une conférence de Mgr Eloy sur les missions en Asie, il décide de s'orienter vers la prêtrise. Projetant de devenir missionnaire, il intègre la Société de Marie en 1878 ; il est âgé de 19 ans. Pendant le temps du séminaire, il tombe gravement malade et son ordination sacerdotale est compromise. Il invoque l'intercession de saint Jean Bosco et il guérit miraculeusement. Il est finalement ordonné prêtre le 24 septembre 1889.
Il désire exercer son ministère en Océanie mais ses supérieurs le destinent pour la Colombie. Là, il doit faire face aux désastres causés par la Guerre des Mille Jours. Il exerce d'abord comme aumônier militaire puis développe une importante œuvre éducative auprès de la population. Il ne fait pas de différence entre les différents clans ennemis et administre les sacrements à tous ; il doit faire face à de sérieuses menaces et risquera plusieurs fois sa vie.[réf. nécessaire]
En février 1902, il est envoyé au Mexique. L'année suivante, il rencontre Concepción Cabrera de Armida au cours d'une confession. Elle lui confie que le Seigneur lui aurait fait savoir, au cours d'une expérience mystique, qu'il aurait un rôle important à jouer dans l'Église au Mexique et qu'il donnerait naissance à une nouvelle famille religieuse. Félix de Jésus Rougier voit cette rencontre comme une révélation de Dieu à son égard. Il part pour la France afin d'obtenir la permission de ses supérieurs de fonder une nouvelle congrégation. Il doit attendre dix ans, dans une totale obéissance envers sa hiérarchie.
Après avoir obtenu l'autorisation du Saint-Siège, c'est le 25 décembre 1914, dans la Basilique Notre-Dame de Guadalupe de Mexico qu'il donne naissance aux Missionnaires de l'Esprit-Saint. Le but de cette nouvelle congrégation est l'évangélisation, par tous les moyens possibles. On compte parmi les premiers membres Moisés Lira Serafín ou encore Pablo Maria Guzmán Figueroa, qui vont s'illustrés comme des figures importantes de l'Église catholique au Mexique au cours du XXe siècle. Le père Rougier veut lui-même intégrer sa congrégation, mais il ne peut pas passer de la Société de Marie aux Missionnaires de l'Esprit-Saint sans dispense pontificale. C'est par une autorisation spéciale que le pape Pie XI lui permet de faire sa profession religieuse dans la congrégation qu'il a fondé, le 9 février 1926.
Les Missionnaires de l'Esprit-Saint débutent dans la difficulté. En effet, ils voient le jour à l'aube des persécutions menées par le gouvernement à l'encontre du clergé mexicain. Malgré la répression, les vocations affluent et l'œuvre du père Rougier connaît du succès.[réf. nécessaire]
Par la suite, il fonde trois instituts féminins :
- les Filles de l'Esprit-Saint : fondées en 1924, elles ont pour but l'éducation de la jeunesse et la promotion des vocations religieuses.
- Sœurs missionnaires de l'Esprit-Saint : fondées en 1930, elles ont pour but d'évangéliser et de venir en aide aux populations les plus démunies, les marginalisés et les indigènes.
- Oblates de Jésus Prêtre : fondées en 1937, elles ont pour mission d'aider à la formation des futurs prêtres.

Après une douloureuse maladie, Félix de Jésus Rougier meurt à Mexico le 10 janvier 1938, entouré de quelques de ses religieux, auquel il confie : « charité, plus de charité ». Ses funérailles attirent plusieurs centaines de fidèles, qui le considèrent comme un saint. Ses restes mortels sont enterrés dans le Temple San Felipe de Jesús de Mexico, adjacent la maison-mère des Missionnaires de l'Esprit-Saint.

## Vénération

### Béatification

#### Enquête sur les vertus
À la suite de la réputation de sainteté du père Félix de Jésus Rougier, une enquête informative débute en 1955. Le processus de béatification et de canonisation débute le 15 décembre 1981 dans l'archidiocèse de Mexico. L'enquête diocésaine se clôture le 27 février 1986 et c'est sous la forme d'une Positio qu'elle est envoyée à Rome pour être étudiée par la Congrégation pour les causes des saints. 
Le 1er juillet 2000, le pape Jean-Paul II reconnaît l'héroïcité de ses vertus et le déclare vénérable. 
Depuis le 18 octobre 1996, une enquête sur un présumé miracle obtenu par l'intercession du père Rougier est en cours. Si celui-ci est reconnu comme authentique par le Saint-Siège il pourra être proclamé bienheureux.